# Fuchsia vargasiana
Fuchsia vargasiana är en dunörtsväxtart som beskrevs av Philip Alexander Munz och Julio César Vargas Calderón. Fuchsia vargasiana ingår i släktet fuchsior, och familjen dunörtsväxter. Inga underarter finns listade i Catalogue of Life.